# Franciscanessen van Dongen
De Franciscanessen van Dongen zijn een congregatie van Franciscanessen die gesticht is in 1801 en daarmee een van de oudste congregaties van Nederland is.

## Geschiedenis

### Oprichting
In 1801 jaar vestigden enkele zusters Penitenten-Recollectinen, behorend tot de Derde Orde van Sint-Franciscus, die tijdens de Franse bezetting uit hun klooster te Leuven waren verdreven, zich te Dongen. Ze betrokken het uit omstreeks 1700 daterende Bollekens Slotje aan de Hoge Ham. Het klooster kreeg de naam Mariaoord.
Hoewel in wezen een contemplatieve orde, gingen de zusters zich geleidelijk met meer wereldse taken bezighouden, zoals onderwijs en opvoeding. Er kwam een meisjespensionaat, een bewaarschool en een lagere school. Sinds het einde van de 19e eeuw kwam hier nog een kweekschool bij. 

### Expansie
Daarnaast stichtten de zusters twee nieuwe zelfstandige congregaties, en wel de Franciscanessen van Etten (1823) en de Franciscanessen van Roosendaal (1832). Vanuit de laatste congregatie werd in 1837 nog de congregatie van Franciscanessen van Oudenbosch gesticht. 
Rechtstreeks met Dongen verbonden waren voorts, vanaf 1856 nog twintig filiaalhuizen gesticht in Noord-Brabant, Zeeland, Delfshaven en Amsterdam. 
Vanaf 1923 richtten de zusters zich ook op de missie in Indonesië, waar zij scholen en internaten bouwden en beheerden. Na de Tweede Wereldoorlog hielden de zusters zich bijvoorbeeld bezig met ziekenzorg op Java.

### Vergrijzing
In de jaren tachtig van de 20e eeuw, toen de vergrijzing haar tol eiste, trokken de zusters zich definitief terug uit de onderwijssfeer en wijdden zich louter aan charitatieve doelen. Het kloostercomplex te Dongen was het moederhuis, waar de bejaarde zusters van de opgeheven filiaalvestigingen konden wonen.

## Gebouw
Het oude Dongense herenhuis aan de Hoge Ham werd geleidelijk aan vervangen door nieuwbouw. In 1858 werd het middengedeelte van het hoofdgebouw gebouwd in eclectische stijl, en in 1898 volgden de zijgevels in neorenaissancestijl. Ook werd toen de kloosterkapel gebouwd. Dit is een neogotische kruiskerk, ontworpen door C.F. van Genk. In 1924-1925 werd de kapel inwendig beschilderd door Joan Collette. Ook zijn er gebrandschilderde ramen van Joep Nicolas. Het kloostergebouw is geklasseerd als rijksmonument.